# ハンモック

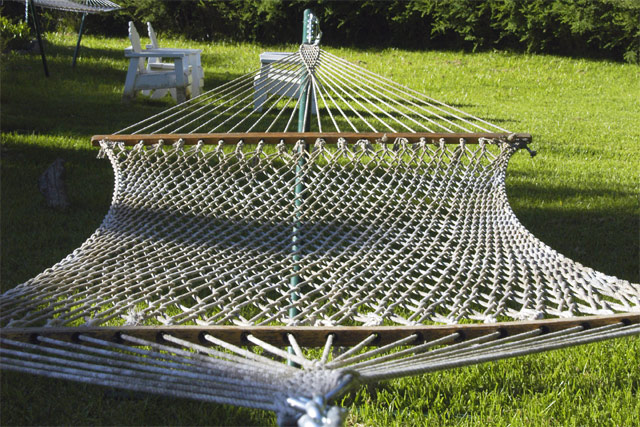
ガーデンハンモック

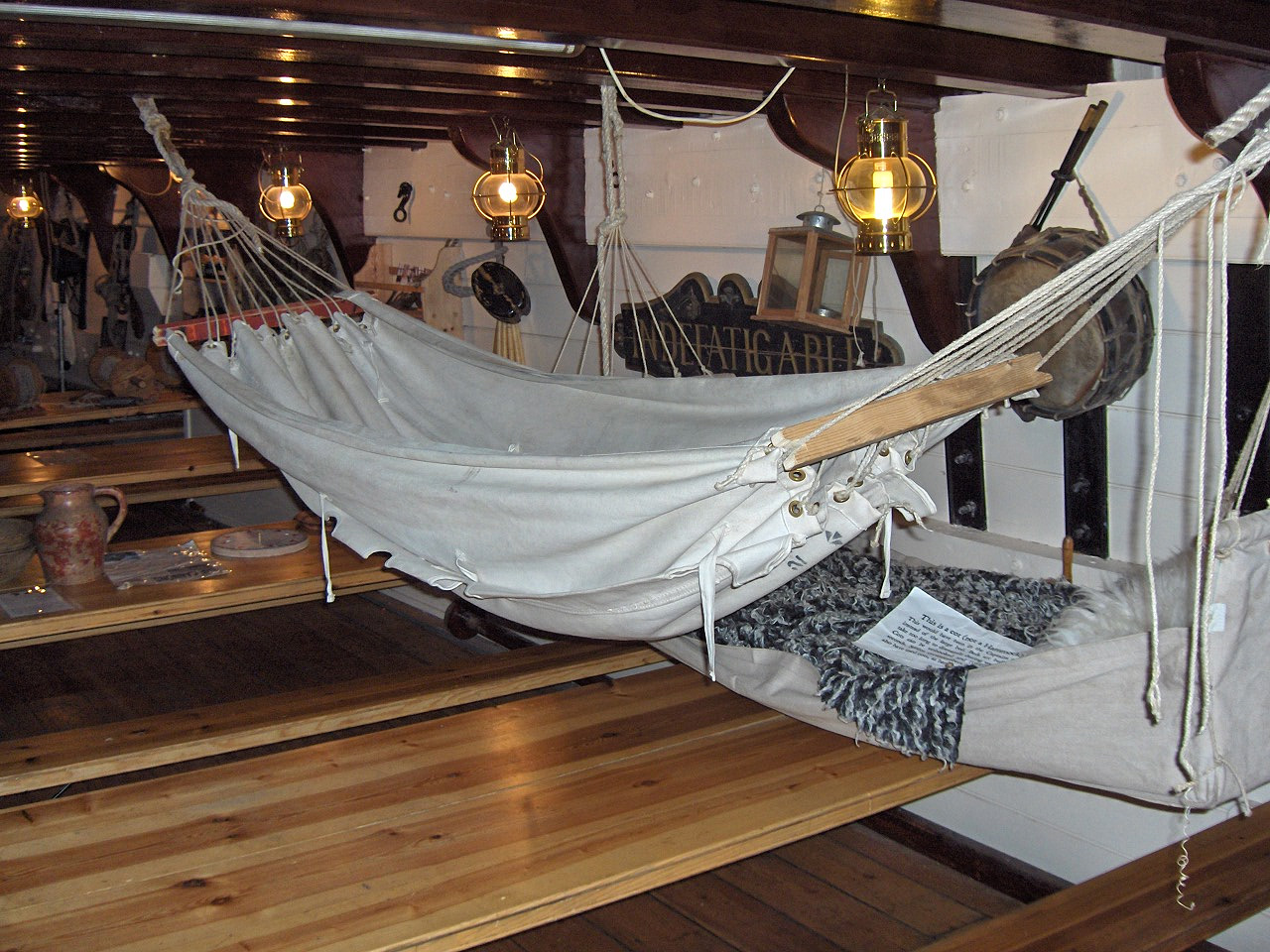
布によるハンモック

ハンモック（寝網、英: hammock）または、釣床（つりどこ、吊床）は、元は南米の熱帯地方で先住民が使っていた寝具の1種である。

## 概要
丈夫な網または布の両端を纏めて壁や柱、野外では立木の間などに吊して、その上で寝たりくつろいだりする。
両端付近に木の棒を入れて広げて使うとハンモックが丸く身体をくるむようにならず、使い心地がいい。また身体をハンモックの向きに対して斜めにすると比較的背中が曲がらないので寝心地がいい。

## 艦船の設備として
ヨーロッパの軍用艦船では16世紀の末頃から、船舶一般でも17世紀には乗組員の寝床として広く普及し、特に軍艦や海軍の寝床として第二次世界大戦頃までは多く用いられた。
ハンモックが船舶内での寝床として便利だった理由は、ハンモックは船の左右の運動と同調して動くので、寝ている間に床に落ちたり、床の上を転がっていってしまう危険がないためである。特に帆船が主流だった時代には、帆船は風向きによっては船体が斜めに傾いたまま進むため、常に船内の床が左右のどちらかに傾いている時間が非常に多かった。このため、寝床の水平を保つために必要だった。またハンモックは就寝時間を除いては取り外したうえで格納されるため、軍艦内の限られたスペースで用いるうえでも有効であった。
しかし、近代的な蒸気走行の船が登場すると、船体は常に水平を保つようになり、ハンモックを使うメリットが減少してきた。そのため、次第に造り付けの寝台(ベッド)が主流となり、第二次世界大戦以降に建造された艦船には装備されなくなった。日本海軍の大和型戦艦では最初から3段ベッド式の寝台を備えている。

### 防御具として

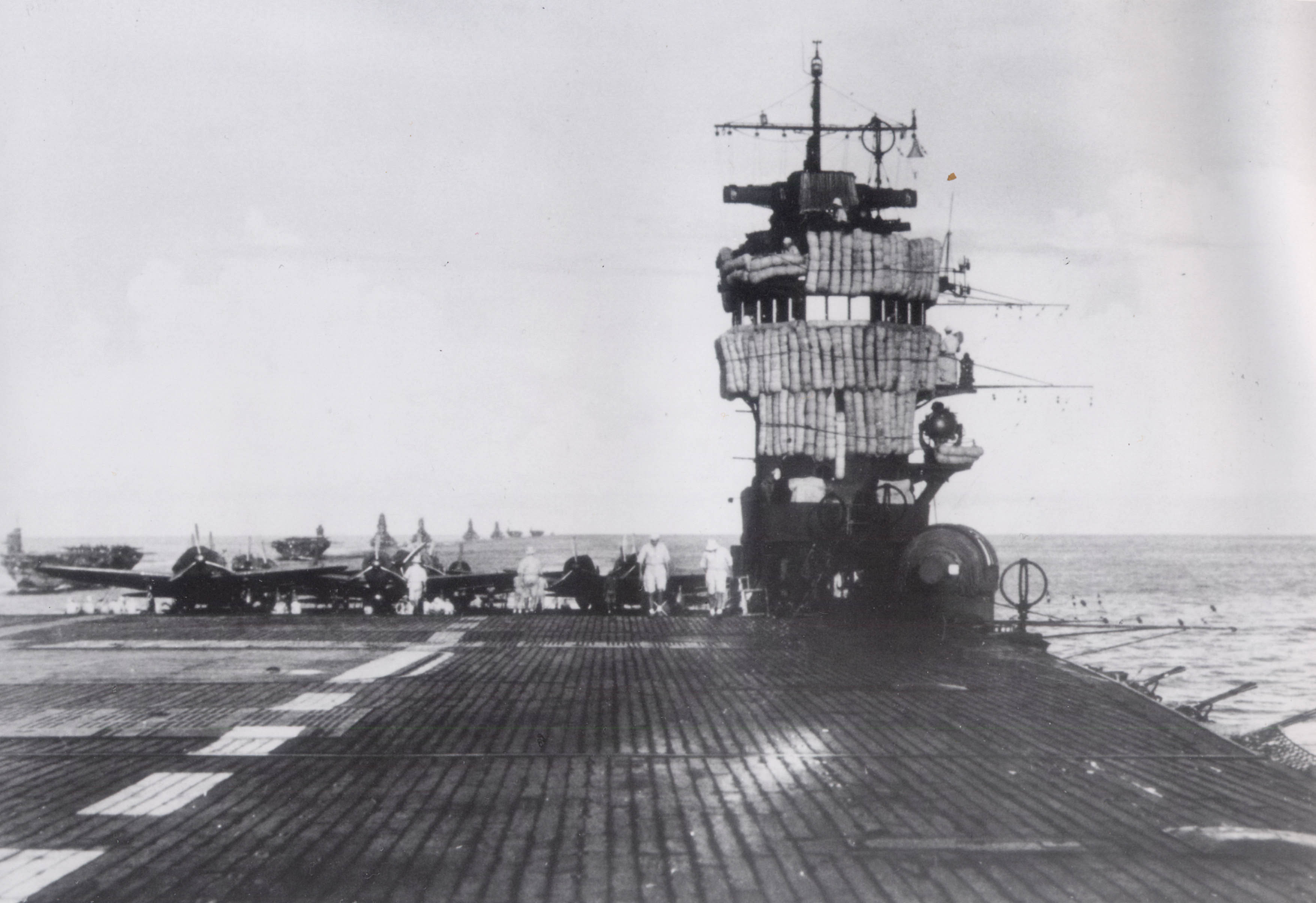
日本海軍航空母艦「赤城」の艦橋に固縛されたマントレット

軍用艦船のハンモックは、戦闘時には固く巻いて縛ったものを、艦橋他の露天配置部分の周囲に並べて巻きつけ、「盾」として用いられていた。
これを「マントレット」（英語：mantelet）と呼び、当初は主に接近戦におけるマスケット銃による銃撃からの防護用であったが、艦船用の榴弾が発達した19世紀-20世紀前半には、砲弾の破片の飛散を防ぐための防御具として、露天の指揮所などの周囲に縛り付けて用いられた。
マントレットによる防御は、砲弾の大威力化により防御効果が望めなくなっていったことと、被害を受けた際に着火すると却って被害を広げる原因になるために、第一次世界大戦の後には廃れていった。軍艦の寝具がハンモックから固定式の寝台に移行していったこともあり、第二次世界大戦においても日本海軍などでは行われていたが、第二次世界大戦終結後ではマントレットによる防御を行った例はない。